# Lucio Stanca
Lucio Stanca (Lucera, 20 ottobre 1941) è un dirigente d'azienda e politico italiano.
È stato ministro per l'Innovazione e le Tecnologie nel secondo e terzo Governo Berlusconi, e in seguito amministratore delegato della Società di Gestione Expo Milano 2015 S.p.A.. Attualmente è vicepresidente e tesoriere dell'Aspen Institute.

## Biografia

### Studi e vita familiare
Laureato in economia e commercio presso l'Università Bocconi. Dirigente industriale.
Sposato con due figlie, risiede a San Fermo della Battaglia (Como).

### Carriera industriale in IBM
Dopo aver prestato il servizio militare come ufficiale nei Granatieri di Sardegna, ha operato nel gruppo IBM sino al marzo 2001, ricoprendo incarichi in Italia, in Europa e negli Stati Uniti tra cui: presidente e amministratore delegato della IBM Italia, componente del comitato mondiale di gestione della società, vicepresidente del gruppo e, dal 1994 fino al ritiro dalla società (2001), è stato presidente e direttore generale della società con sede a Parigi, responsabile delle operazioni nei paesi dell'Europa, Medio Oriente ed Africa, un'organizzazione di più di 100.000 persone e con operazioni in oltre 100 paesi.

### Ruoli societari
Dal 1991 è vicepresidente dell'Aspen Institute Italia e dal 2001 è anche presidente degli Aspen Junior Fellows. Ha fatto parte del consiglio di amministrazione dell'Università Bocconi di Milano dal 1994 al 2006 e di diverse società italiane (Fila, Sorin, Italtel) e straniere (PartnerRe). È membro della Fondazione Italia USA. È stato membro del board of directors della Fondazione Gateway promossa dalla Banca Mondiale per lo sviluppo delle tecnologie digitali nei paesi in via di sviluppo. È vice presidente del Collegio di Milano, che è un collegio di merito che ospita studenti universitari italiani e stranieri. 
Nel 1991 è stato eletto "Bocconiano dell'anno" e nel 2004 gli è stata conferita la laurea honoris causa in Informatica.

### Pubblicazioni
Lucio Stanca, "L'Italia vista da fuori e da dentro. Wrong or right, it's my Country", ed. Il Sole 24 Ore, Milano, 2013, prefazione di Piero Ostellino.

## Ministro per l'Innovazione e le Tecnologie (2001-2006)
Nella XIV legislatura (2001-2006) è stato Ministro per l'innovazione e le tecnologie nei governi Berlusconi II e Berlusconi III, esercitando per delega del Presidente del Consiglio dei ministri il coordinamento e indirizzo della politica del Governo in materia di sviluppo e di impiego delle Tecnologie dell'Informazione e della Comunicazione (ICT) da parte delle famiglie, delle imprese e delle pubbliche amministrazioni, centrali e locali. A tal fine ha inoltre presieduto il Comitato dei Ministri per la Società dell'Informazione.

### La "direttiva Stanca" (2003)
La "direttiva Stanca" del 19 dicembre 2003 fu un atto ministeriale rivolto alla pubblica amministrazione italiana con la quale si invitava ad utilizzare in ambito informatico formati di file aperti e a fare un confronto tra gli strumenti informatici sul mercato, al fine di garantire pluralismo ed eventualmente preferendo anche strumenti open source, nonché prevedere misure standard di accessibilità per i siti web

### La "Legge Stanca" (2004)
Nell'ambito delle iniziative per favorire l’inclusione sociale e combattere ogni "divario digitale", Lucio Stanca è stato autore e promotore della “Legge sulla disabilità e la tecnologia informatica”, approvata con il voto unanime di entrambi i rami del Parlamento. La norma, poi definita "Legge Stanca", ha introdotto il diritto all’accesso in rete da parte delle persone disabili e ha promosso l’uso delle tecnologie digitali come strumento per una maggiore integrazione. Tale iniziativa ha permesso all’Italia di essere all’avanguardia in questo campo.

### Il "Codice dell'Amministrazione Digitale" (2005)
Lucio Stanca ha promosso il "Codice dell'amministrazione digitale", in vigore dal 1º gennaio 2006. Si tratta di una nuova Costituzione Digitale, una vera e propria riforma per la pubblica amministrazione che definisce nuovi diritti per cittadini e imprese, principi, obblighi, facoltà e prospettive per le amministrazioni. Il codice rappresenta il primo testo unico in Europa sull'innovazione digitale nella pubblica amministrazione ed ha promosso una rivoluzione copernicana, invertendo il rapporto con le amministrazioni: partendo dalle loro esigenze, cittadini e imprese hanno finalmente il diritto a essere serviti sempre e dovunque, anche da casa o dall'ufficio, grazie alle tecnologie digitali. Il codice promuove la semplificazione e l’efficienza della P.A., attraverso l'integrazione telematica delle amministrazioni. Uno degli obiettivi è quello di eliminare la grande mole di certificazioni che viene richiesta a cittadini e imprese.
I nuovi diritti per cittadini e imprese sanciti dal codice dell'amministrazione digitale:
1) Diritto all'uso delle tecnologie: cittadini e imprese hanno il diritto di usare le moderne tecnologie informatiche per tutti i rapporti con qualsiasi amministrazione dello Stato.
2) Diritto all'accesso e invio di documenti digitali: cittadini e imprese hanno diritto ad accedere a tutti gli atti che li riguardano e di partecipare a tutti i procedimenti in cui sono coinvolti, tramite le moderne tecnologie telematiche.
3) Diritto a effettuare qualsiasi pagamento in forma elettronica.
4) Diritto a ricevere qualsiasi comunicazione pubblica per e-mail.
5) Diritto alla qualità del servizio e alla misurazione della soddisfazione: cittadini e imprese hanno diritto a servizi pubblici di qualità e che rispondano alle loro reali esigenze.
6) Diritto alla partecipazione: i cittadini hanno diritto di partecipare al processo democratico e di esercitare i diritti politici usufruendo delle possibilità offerte dalle nuove tecnologie.
7) Diritto a trovare on-line tutti i moduli e i formulari validi e aggiornati: i cittadini e le imprese hanno diritto a trovare in rete tutti i moduli, i formulari e tutti i documenti rilevanti per qualsiasi pratica verso le pubbliche amministrazioni.
Per realizzare la pubblica amministrazione digitale, è stata introdotta una molteplicità di strumenti, che sono la leva per una profonda riorganizzazione degli uffici pubblici, volta al miglioramento del servizio e della produttività, fra cui: firma digitale, posta elettronica certificata, protocollo informatico, carta nazionale dei servizi e la carta di identità elettronica, archiviazione ottica, conferenza dei servizi on line

### Il sito Italia.it (2004/2007)
Nel marzo del 2004 propone e ottiene l'approvazione da parte del governo allora presieduto da Silvio Berlusconi del progetto del portale del turismo Italia.it. Il progetto mirava a colmare una cronica carenza di promozione del turismo italiano in un settore strategico per la crescita economica. Il sito venne completato e messo online nel febbraio 2007.

## Senatore di Forza Italia (2006-08)
Nella XV legislatura (2006-2008) è stato eletto al Senato nelle liste di Forza Italia ed è stato componente della 10ª Commissione permanente (Industria, commercio, turismo).

## Deputato del PdL (2008)
Nel 2008 è stato eletto (nel 2008) alla Camera dei deputati nelle liste del Popolo della Libertà per la XVI legislatura ed è stato componente della Commissione parlamentare Affari Europei.

### Amministratore delegato di Expo 2015 (2008-2010)
Dal 2008 al 2010 Stanca ha ricoperto la carica di amministratore delegato della Società di Gestione Expo Milano 2015 S.p.A. sino al 24 giugno 2010. Sotto la sua guida è stato predisposto il progetto del sito espositivo ed è stato sviluppato il piano industriale della manifestazione, che è stato poi approvato nell'autunno del 2010 dal B.I.E. (Bureau International des Espositions).